# WNBA 올해의 수비수상
WNBA 올해의 수비수상(영어: WNBA Defensive Player of the Year Award)은 WNBA에서 정규 시즌에 가장 수비수에 수여되는 상이다.

## 수상자 목록
| 시즌 | 수상자            | 소속 팀               |
| ---- | ----------------- | --------------------- |
| 1997 | 테레사 웨더스푼   | 뉴욕 리버티           |
| 1998 | 테레사 웨더스푼   | 뉴욕 리버티           |
| 1999 | 욜란다 그리피스   | 새크라멘토 모나크스   |
| 2000 | 셔릴 스윕스       | 휴스턴 코메츠         |
| 2001 | 데비 블랙         | 마이애미 솔           |
| 2002 | 셔릴 스윕스       | 휴스턴 코메츠         |
| 2003 | 셔릴 스윕스       | 휴스턴 코메츠         |
| 2004 | 리사 레슬리       | 로스앤젤레스 스파크스 |
| 2005 | 타미카 캐칭스     | 인디애나 피버         |
| 2006 | 타미카 캐칭스     | 인디애나 피버         |
| 2007 | 로렌 잭슨         | 시애틀 스톰           |
| 2008 | 리사 레슬리       | 로스앤젤레스 스파크스 |
| 2009 | 타미카 캐칭스     | 인디애나 피버         |
| 2010 | 타미카 캐칭스     | 인디애나 피버         |
| 2011 | 실비아 파울스     | 시카고 스카이         |
| 2012 | 타미카 캐칭스     | 인디애나 피버         |
| 2013 | 실비아 파울스     | 시카고 스카이         |
| 2014 | 브리트니 그라이너 | 피닉스 머큐리         |
| 2015 | 브리트니 그라이너 | 피닉스 머큐리         |
| 2016 | 실비아 파울스     | 미네소타 링크스       |
| 2017 | 알라나 비어드     | 로스앤젤레스 스파크스 |
| 2018 | 실비아 파울스     | 미네소타 링크스       |
| 2019 | 나타샤 하워드     | 시애틀 스톰           |
| 2020 | 캔디스 파커       | 로스앤젤레스 스파크스 |
| 2021 | 실비아 파울스     | 미네소타 링크스       |
| 2022 | 에이자 윌슨       | 라스베이거스 에이시즈 |
| 2023 | 에이자 윌슨       | 라스베이거스 에이시즈 |
| 2024 | 나피샤 콜리어     | 미네소타 링크스       |